# Tornos punctata
Tornos punctata là một loài bướm đêm trong họ Geometridae.